# جيف فارمر (لاعب كرة قدم أسترالية)
جيف فارمر (بالإنجليزية: Jeff Farmer)‏ هو لاعب كرة قدم أسترالية أسترالي، ولد في 24 يونيو 1977 في Tambellup, Western Australia ‏ في أستراليا.

## وصلات خارجية
- جيف فارمر على موقع AustralianFootball.com (الإنجليزية)
- جيف فارمر على موقع AFLtables.com (الإنجليزية)